# Henryk Czarnecki (pisarz)
Henryk Czarnecki (ur. 14 listopada 1925 w Lipnie, zm. 3 grudnia 1997 w Łodzi) – polski nauczyciel, pisarz, autor słuchowisk radiowych, powieści, spektakli teatralnych, widowisk telewizyjnych oraz scenarzysta filmowy. Autor scenariusza serialu filmowego Daleko od szosy.

## Życiorys
Ukończył filologię polską na Uniwersytecie Łódzkim. Uczęszczał też do konserwatorium. Debiutował w 1949 jako prozaik i satyryk.
Był nauczycielem w technikum samochodowym w Zespole Szkół Samochodowych w Łodzi.
Rozpoznawalność przyniosła mu historia Leszka Góreckiego, na podstawie której powstał serial telewizyjny Daleko od szosy oraz powieść pod tym samym tytułem. Inspiracją do napisania powieści stało się wypracowanie jednego z jego uczniów.
Został pochowany w Łodzi na cmentarzu Doły.

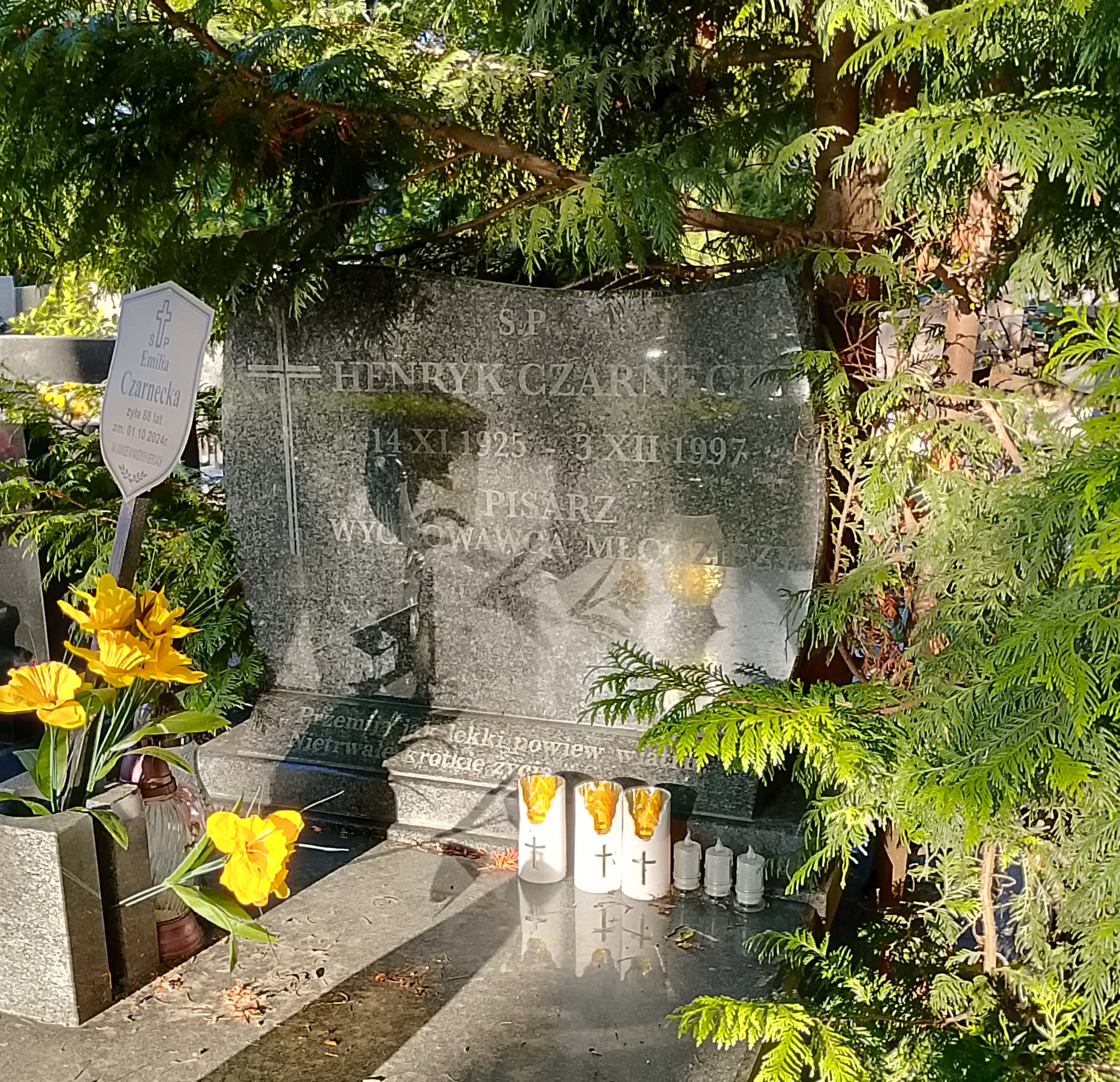
Pomnik nagrobny Henryka Czarneckiego.

## Publikacje
- Listy do Pana Popielniczki – satyry (ilustrował Zbigniew Lengren) (Czytelnik, 1964)
- Śmierć krowy – miniatury literackie (Wydawnictwo Łódzkie, 1967)
- Człowiek w szufladzie – powieść (Wydawnictwo Łódzkie, 1967)
- Godzina deszczu – opowiadania (Wydawnictwo Łódzkie, 1970)
- Profesor na drodze – powieść (Wydawnictwo Łódzkie 1971), wznowienie 1988 ISBN 83-218-0700-3
- Kurtka na ekspress – powieść (Wydawnictwo Łódzkie, 1972) (OCoLC)750620843
- Retrobus – powieść (Krajowa Agencja Wydawnicza, 1985) ISBN 8303003439 (OCoLC)69476122
- Powroty – powieść (Wydawnictwo Łódzkie, 1986) ISBN 83-218-0370-9
- Daleko od szosy – powieść (Res Polona, 1979) (OCoLC)751257027, 2. wyd 1985 ISBN 83-218-0446-2
- Po drugiej stronie czasu – powieść (86 Press, 1994) ISBN 83-85238-51-4.

## Filmografia
- 1972 – Ogłoszenie matrymonialne scenariusz, obsada aktorska (dziennikarz przeprowadzający ankietę uliczną),
- 1973 – Profesor na drodze scenariusz,
- 1976 – Daleko od szosy scenariusz, dialogi.

## Nagrody filmowe
- 1973 – Profesor na drodze Nagroda Przewodniczącego Komitetu ds. Radia i Telewizji,
- 1974 – Profesor na drodze – GRAND PRIX w kategorii dramatu współczesnego na X Światowym Festiwalu Filmowym w Hollywood,
- 1974 – Profesor na drodze Gdynia (do 1986 Gdańsk) (Festiwal Polskich Filmów Fabularnych) nagroda za scenariusz w kategorii Film telewizyjny,
- 1977 – Daleko od szosy Nagroda Przewodniczącego Komitetu ds. Radia i Telewizji.

## Odznaczenia
- Krzyż Kawalerski Orderu Odrodzenia Polski
- Złoty Krzyż Zasługi
- Medal Komisji Edukacji Narodowej
- Odznaka „Zasłużony Działacz Kultury”